# The Extra Man
Pour plus de détails, voir Fiche technique et Distribution.
The Extra Man est un film de comédie américain tiré du roman de Jonathan Ames du même nom et sorti en 2010. Écrit et réalisé par Shari Springer Berman et Robert Pulcini, avec Kevin Kline, Paul Dano, Katie Holmes et John C. Reilly.

## Synopsis
Un homme qui escorte de riches veuves dans l'Upper East Side de New York prend un jeune dramaturge en herbe sous son aile.

## Fiche technique
- Réalisation : Shari Springer Berman et Robert Pulcini
- Directeur de la photographie : Terry Stacey
- Pays de production : États-Uniset France
- Genre : Comédie
- Durée : 108 minutes
- Date de sortie :
  - États-Unis : 25 janvier 2010 (Sundance Film Festival)

## Distribution
- Kevin Kline (VF : Guy Chapellier) : Henry Harrison
- Paul Dano : Louis Ives
- Katie Holmes : Mary Powell
- John C. Reilly : Gershon Gruen
- Patti D'Arbanville : Katherine Hart
- Alicia Goranson : Sandra
- Marian Seldes : Vivian Cudlip
- Dan Hedaya : Aresh
- Alex Burns : Brad
- Jason Butler Harner : Otto Bellman
- Lynn Cohen : Lois Huber
- John Pankow : George
- Jackie Hoffman : La femme excessive
- Jonathan Ames: Gentleman